# BAW Tonik
Der BAW Tonik ist ein leichter Lastkraftwagen des Nutzfahrzeugherstellers BAW-RUS Motor Corporation. 
Das Modell steht als Pritschenwagen und in drei verschiedenen Kastenaufbauten zur Wahl. Die Länge der Fahrzeuge variiert zwischen 4735 mm und 4985 mm. Die Breite dagegen von 1700 mm bis 1810 mm.
Als Motorisierung kommt ein 51 kW starker Ottomotor vom Typ G4AC mit 1298 cm³ Hubraum zum Einsatz. Das maximale Drehmoment wird mit 106 Newtonmeter bei 2800–3200 Umdrehungen pro Minute angegeben. Der Verbrauch liegt bei durchschnittlich 11,7 bis 13,0 Liter/100 km.